# Jon Winroth
 (juillet 2025).
 (juillet 2025).
Jon Winroth Broneer (13 novembre 1935 à Athènes en Grèce – 15 juillet 2006 à Tours en France) était un critique de vin américain qui a vécu et travaillé en France.

## Biographie
Second fils d'Oscar Broneer, un Suédois émigré aux États-Unis devenu professeur d'archéologie, Jon Winroth a passé une partie de son enfance en Grèce, mais a principalement étudié aux États-Unis, où il a rencontré sa future épouse, Doreen. Après avoir terminé ses études universitaires avec mention très bien et obtenu une bourse Fulbright, il a embarqué avec Doreen pour la France à bord du Liberté. Il y a découvert une approche de la vie qui lui convenait et il est resté en France, se forgeant une carrière internationale dans le vin et fondant une famille.

### Carrière dans le vin
De retour en France, son intérêt pour la gastronomie et le vin grandit, passant d'un intérêt passager suscité par ses premiers amis en France à une recherche sérieuse de ce qui lui échappait encore dans ces domaines. Jon Winroth publia son premier article sur le vin le 31 janvier 1967 dans l'édition internationale du New York Times, utilisant ses prénom et deuxième prénom. Le deuxième prénom, Winroth (un nom de famille du côté de sa mère), signifiant « racine de vin » en vieux suédois. L'article portait sur la « Coupe du meilleur pot », distinction décernée chaque année par la revue gastronomique La Table et la Route et par l'Académie Rabelais à un bistrot parisien pour ses bons vins de vignerons typiques. Par la suite, il parut régulièrement dans ce journal, devenu en 1967 l'International Herald Tribune.
De la fin des années 60 au début des années 70, Jon Winroth a également traduit les articles de la Revue du vin de France (RVF) pour son édition anglaise. En tant que membre de l'équipe, il a participé aux événements sponsorisés et aux dégustations sur le terrain, poursuivant son apprentissage du vin auprès de dégustateurs renommés tels qu'Odette Kahn (rédactrice en chef de la RVF), Richard Olney et Robert Gauffard, tous deux des collaborateurs de renom.
Son premier fils Eric est né en 1968 et son deuxième, George, en 1970.
En 1972, il fonde l' Académie du Vin avec Steven Spurrier et dirige de nombreux cours de dégustation de vin qui y sont dispensés,. L'Académie du Vin fait la une des journaux du monde entier en 1976 à l'occasion du bicentenaire de la Déclaration d'indépendance américaine, pour une dégustation à l'aveugle des meilleurs vins américains et français,.
En 1973, Winroth s'inscrit à un cours de dégustation pour viticulteurs donné par le professeur Émile Peynaud à l'Université de Bordeaux. Il loge chez M. Wainstein, courtier en vins. Après une journée de cours intensifs et de dégustations, M. Wainstein le soumet à une dégustation à l'aveugle d'une dizaine de vins. Épuisé, Jon Winroth a l'impression de ne pas pouvoir distinguer un Beaujolais d'un Bordeaux. Finalement, le dernier soir, le miracle se produit : il identifie correctement chaque vin, et même le vin piège, un vin étranger. Il a dit que cette soirée lui avait procuré presque autant de plaisir que le certificat signé par le professeur Peynaud lui-même !

### Maladie
Fin 1973, Winroth tomba gravement malade et fut hospitalisé en soins intensifs pendant plus de trois semaines. Une maladie familiale avait progressivement réduit sa fonction rénale à presque rien et pour survivre, il a dû subir une dialyse deux fois par semaine. L'hémodialyse chronique n'était pas disponible dans les centres à cette époque, et le traitement devait être effectué à domicile sous la surveillance de sa femme, qui avait déjà pris en charge les aspects psychologiques et financiers de la situation. Il apprit rapidement les techniques et, avec Doreen, entreprit d'organiser leur vie et celle de leurs fils pour intégrer la dialyse à domicile. Certes, un critique de vin qui ne peut pas uriner est quelque peu désavantagé comme il aimait le dire plaisamment.

### Carrière dans les magazines français
En 1979, Jon Winroth commença à écrire en français en plus de sa langue natale, l'anglais. Il fut invité à parler de sa technique personnelle de dialyses de longue durée avec de longs intervalles entre chaque dialyse (la norme est plutôt à des dialyse courtes et fréquentes) lors d'une réunion de la National Kidney Foundation par le professeur Robert Swenson de l'université de Stanford. Le laboratoire Gambro paya gracieusement son voyage, le professeur Swenson l'hébergea et un autre néphrologue lui offrit les séances de dialyse (payantes au États-Unis). Entre les meetings et les séances de dialyse, il trouva le temps de rencontrer 17 grands vignerons californiens. De retour avec 13 bouteilles dans ses bagages, il passa discrètement par la porte « Rien à déclarer ». Ces 13 bouteilles furent dégustées lors d'un repas mémorable au Trou Gascon, le premier restaurant d'Alain Dutournier, et l'article suivant de Jon Winroth dans Lui contribua à l'intérêt croissant des amateurs de vins français pour les vins californiens.
Cette apparition dans Lui, et la chronique mensuelle que le rédacteur en chef, Jean-Pierre Binchet, créa ensuite pour lui, attirèrent d'abord les railleries de ses collègues français. Au bout de quelques mois, cependant, Jon Winroth devint un acteur incontournable du monde du vin francophone. On lui demanda bientôt de contribuer à Cuisine et Vins de France et à la Revue du Vin de France. Finalement, sa chronique « vin du mois » dans Lui fut transférée à Elle, où elle paraissait chaque semaine. Alors qu'il apparaissait à la fois dans Elle et Lui, ses collègues français lui lançèrent aimablement toutes les blagues salaces attendues.
Outre ses articles réguliers dans l'International Herald Tribune, la Revue du vin de France et Cuisine et Vins de France, il continua de collaborer à La Table et la route et à Elle International. Toujours en 1979, Jon Winroth relata une autre dégustation mémorable, celle d'un Lafite-Rothschild de 1799 à Paris. Un autre point fort fut un article controversé sur les rosés de Provence paru dans Lui en 1979, dans lequel il critiquait ouvertement la médiocrité et le laisser-aller de cette région viticole qui possédait un immense potentiel inexploité pour produire de bons vins.
En 1981, l'International Herald Tribune publie son livre, Wine As You Like It, qui vise à ouvrir le monde du vin à l'amateur.
Après avoir rencontré Jacques Dupont et Pierre Crisol — alors rédacteurs de la rubrique vins du célèbre guide gastronomique Gault et Millau — et avoir trouvé leur approche de la dégustation très proche de la sienne, il crée avec eux La Côte des Vins, une newsletter bimensuelle destinée aux professionnels du vin. Cette publication rapporte leurs résultats et commentaires de dégustation, parfois issus de dégustations de 200 vins en une seule journée.

### Déménagement et retraite
Les enfants étant grands et les attraits de Paris éclipsés par le bruit et la pollution croissants, Jon Winroth et Doreen suivirent le TGV en direction de Tours et trouvèrent une petite maison face à une grande cave dans un coteau calcaire près de Montoire-sur-le-Loir, dans les coteaux du Vendômois. Jon Winroth suivit de près l'évolution de ces vins locaux et partagea la joie de ses amis vignerons lorsqu'ils obtinrent enfin l'Appellation d'Origine Contrôlée en 2000. Il continua d'écrire, recevant des échantillons par courrier et par camion et envoyant ses articles par fax, jusqu'à sa retraite en 2000.
Il a été fait Chevalier de l'Ordre du Mérite Agricole en 2004.
Jon Winroth est décédé à la Clinique Saint-Gatien de Tours le 15 juillet 2006, à l'âge de 70 ans, des complications de sa maladie rénale, après plus de 32 ans de dialyse à domicile.

## Référence
1. ↑  Relevé des fichiers de l'Insee
2. ↑  
Montagne, « Suprrier's Académie du Vin Revived », Decanter.com, Decanter, 20 avril 2007
3. 1 2 3  
Lechmere et Steven Spurrier, « Jon Winroth dies aged 70 », Decanter.com, Decanter, 17 juillet 2006
4. ↑  
Lechmere, « The Judgement of History », Meininger.de, Meininger, 9 décembre 2016
5. ↑  
George M. Taber, Judgement of Paris, New York, Scribner, 2005, 9–11 p. (ISBN 1-4165-4789-4, lire en ligne)
6. ↑  Winroth, « Enquête sévère sur un vin bidon, le rosé de Provence » [archive du 3 septembre 2016], broneer.org/Jon-Winroth, Lui (fr), juillet 1981 (consulté le 29 mai 2018)